# Blaisy-Haut
 Blaisy-Haut  là một xã ở tỉnh Côte-d’Or trong vùng Bourgogne, phía đông nước Pháp. Khu vực này có độ cao trung bình 606 mét trên mực nước biển.